# Římskokatolická farnost Milotice u Kyjova
Římskokatolická farnost Milotice u Kyjova je územní společenství římských katolíků s farním kostelem Všech svatých v děkanátu Kyjov. 

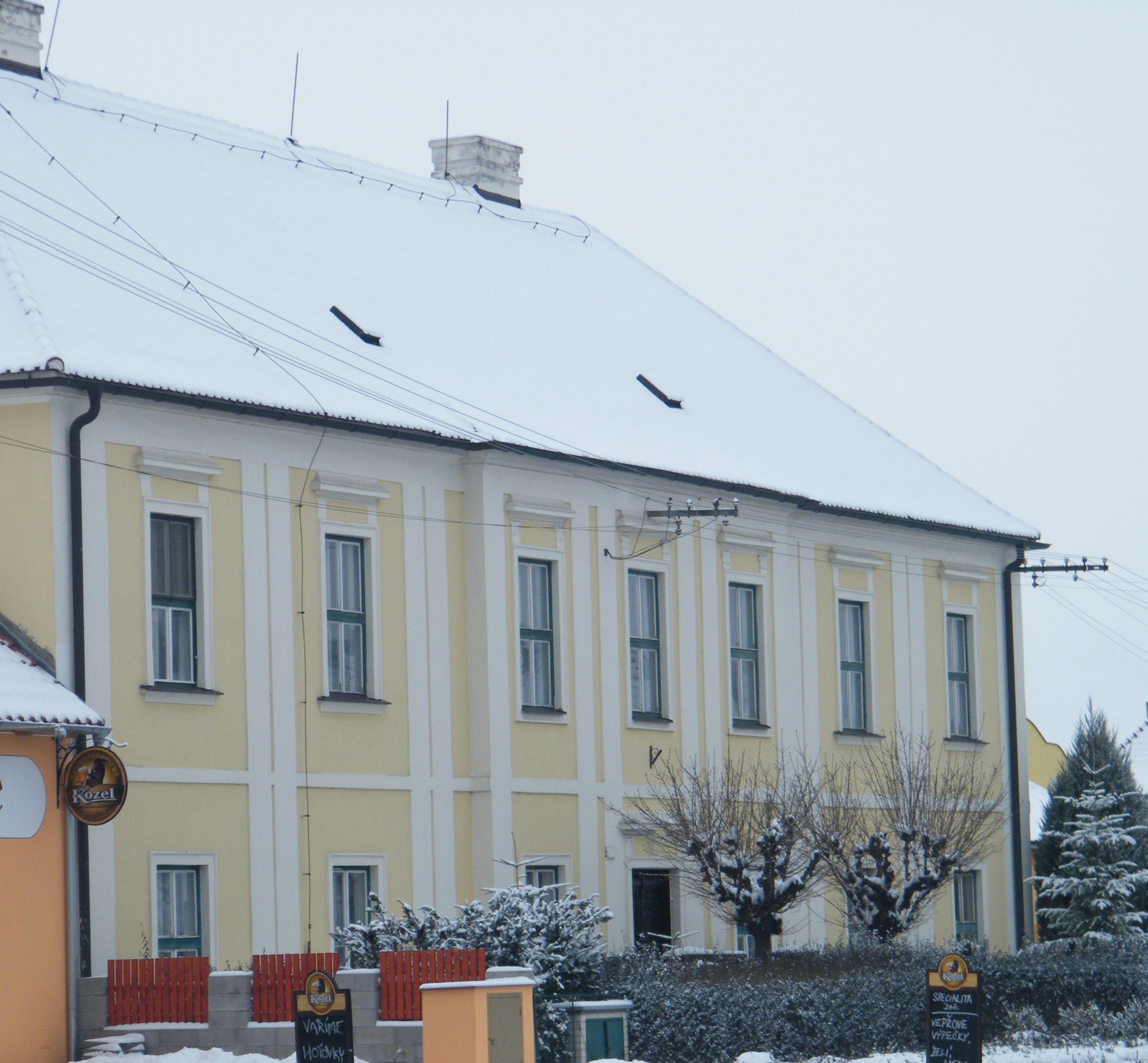
Farní budova v Miloticích z roku 1735.

## Historie farnosti
Farnost musela v Miloticích vzniknout nejpozději ve 13. století, neboť první písemná zmínka z roku 1341 už informuje o rozlehlé a dobře dotované kolatuře. V 15. století zde sloužili utrakvističtí faráři, v 16. století se pak střídala katolická a protestantská duchovní duchovní správa, a to v závislosti na vyznání majitele panství. V letech 1588–1597 je doložena přítomnost pěti katolických farářů. Po několikerém vpádu různých pustošivých skupin a díky průběhu třicetileté války byla farnost od roku 1622 neobsazena a spravoval ji farář v nedalekém Kyjově. Po skončení třicetileté války byl díky úsilí rodu Serényi, nových vlastníků patrimonia, instalován v roce 1652 duchovní správce. Od této doby až do dneška sídlí v Miloticích stálá duchovní správa. V letech 1738–1784 byly Milotice sídlem děkanství a milotičtí faráři byli děkany. V roce 1785 byl děkanát přemístěn do Kyjova.
Ve 14. století patřily k farnosti také vesnice Ratíškovice a Vacenovice. Na konci 16. století Mistřín s kostelem a Jiříkovice s kostelem (dnes již zaniklé). Od konce 17. století náležely k farnosti Vacenovice, Skoronice, Mistřín s filiálním kostelem, Svatobořice a Vlkoš s filiálním kostelem. Vlkoš se osamostatnil v roce 1759 a v roce 1785 také Mistřín se Svatobořicemi. Farnost Milotice tak tvořily od roku 1785 až do 20. století vsi Milotice. Skoronice a Vacenovice. Ve Vacenovicích (od roku 1930 s filiálním kostelem) došlo ke zřízení farnosti v roce 1947 a v roce 1958 se vyfařily také Skoronice (s filiálním kostelem od roku 1885).
Farní budova byla postavena na počátku 18. století a do současné vrcholně barokní podoby s druhým patrem byla přestavěna kolem roku 1735.
Současný kostel v Miloticích byl postaven na místě starého kamenného kostela v letech 1697–1701. V letech 1702–1703 byl dobudován přilehlý areál. Chrám byl poškozen hned po svém dokončení v roce 1705 při vpádu kuruců a podruhé požárem v roce 1807, kdy shořela celá věž. Kostel je chráněn jako kulturní památka České republiky. V roce 1742 proběhla generální oprava celé stavby a výstavba nového bočního oltáře svatého Kříže. Vnitřně pozdně barokní vybavení pochází z let 1767–1775. Obnova věže byla realizována v roce 1911.

## Duchovní správci (zvláště od r. 1652)
plebán Heřman (něm. Hermann) (k roku 1341)
Václav Alexandr (kolem 1588)
Martin Gemelius (kolem 1589)
Ondřej Magosius (do 1594)
Urban Bisius (1594–1597)
Jan Gnesius (1597–?)
1.Kašpar Klimeš (1652)
2.Karel Jiří Břitomský (1656–1678)
3.Jan Witlowský (1678–1684)
4.Pavel Hoch (1684)
5.Šebestián Gasparek (Kašpárek) (1684–1690)
6.Jan František Paukar (1690–1719)
7.Kristián Dominik Kirsteiner (1719–1729), víceděkan
8.Karel Krištof Ležatka (1729–1757), mistr filozofie, první milotický děkan
9.Bartoloměj Josef Goltman (1757–1797), druhý milotický děkan
10.Josef Dědek (1798–1814), víceděkan
11.Martin Hladký (1814–1823)
12.Filip Pokorný (1823–1856), víceděkan, od r. 1847 na penzi
13.Vincenc Janalík (1847–1855), administrátor in spiritualibus et temporalibus
14.František Weber (1856–1906), poslanec na zemském sněmu a říšské radě
15.Antonín Dostál (1906–1925)
16.Josef Dorazil (1926–1933)
17.Ondřej Bílek (1933–1943)
18.Metoděj Trunečka (1943–1973), doktor teologie
19.Jaroslav Seidler (1973–1992)
20.Radim Hložánka (1993–1995), děkan, administrátor excurrendo (Svatobořice-Mistřín)
21.Jozef Chovanec (1995–2009), víceděkan
22.Viliam Gavula (2009–2011), administrátor excurrendo (Vacenovice)
23.František Král (2011–2012), víceděkan
24.Pavel Kaška (2012–dosud), do roku 2013 jako administrátor

Současným farářem je od 30. července 2013 R. D. Mgr. Pavel Kaška, který ve farnosti působí od roku 2012.

## Bohoslužby
| Kostel        | Místo    | Bohoslužba (den)                           | Hodina                                                                   | Poznámka     |
| ------------- | -------- | ------------------------------------------ | ------------------------------------------------------------------------ | ------------ |
| Všech svatých | Milotice | neděle pondělí středa čtvrtek pátek sobota | 8.00, 9:45 18.00 (zima)/19.00 (léto) 7.00 18.00 (zima)/19.00 (léto) 7.00 | farní kostel |

## Aktivity ve farnosti
Ve farnosti při liturgii působí ministranti, schola a chrámový sbor s orchestrem. Ke společné modlitbě se pravidelně schází III. řád sv. Františka, modlitba mužů, modlitba žen a modlitba matek. Jednou za dva roky farnost pořádá svůj ples a nepravidelně také Noc kostelů.
Na území farnosti se pravidelně koná Tříkrálová sbírka. V roce 2016 se při ní vybralo 72 068 korun.
Od roku 2017 se pravidelně o posledním srpnovém víkendu koná pouť rodin ke zdejšímu zázračnému obrazu Panny Marie Milotické, při níž se přítomní zasvěcují Neposkvrněnému Srdci Panny Marie.
Slavnost posvěcení chrámu (hody) se koná zpravidla o prvním víkendu v oktávu slavnosti Všech svatých (počátek listopadu).
V listopadu 2018 ve farnosti uděloval svátost biřmování biskup Josef Nuzík. 